# Tumore a cellule di Sertoli-Leydig
Il tumore a cellule di Sertoli-Leydig è una neoplasia a cellule non germinali del testicolo e, seppur molto raramente, dell'ovaio. formato da cellule di Leydig e cellule del Sertoli in proporzioni variabili.
Viene chiamato anche androblastoma (se presente nel sesso maschile) e arrenoblastoma (se presente nel sesso femminile).

## Presentazione
Si tratta di un tumore raro, che nel maschio comprende meno dell'1% dei tumori del testicolo, potendo manifestarsi in qualunque età, specialmente nei giovani adulti.
Studi recenti hanno dimostrato che molti casi di tumore delle cellule di Sertoli-Leydig del sesso femminile sono conseguenze di mutazioni ereditarie del gene DICER1. In questi casi la patologia si manifesta in età più precoce, spesso con gozzo multinodulare della tiroide; tali pazienti hanno spesso, nell'anamnesi personale e familiare, casi di tumori rari, quali il tumore di Wilms, il rabdomiosarcoma cervicale e il blastoma pleuropolmonare.

## Classificazione
Il tumore è suddiviso in vari sottotipi istologici. Il pattern più tipo è caratterizzato dalla presenza di cellule del Sertoli allineate in tubuli e cellule di Leydig raggruppate nello spazio interstiziale.

## Galleria d'immagini

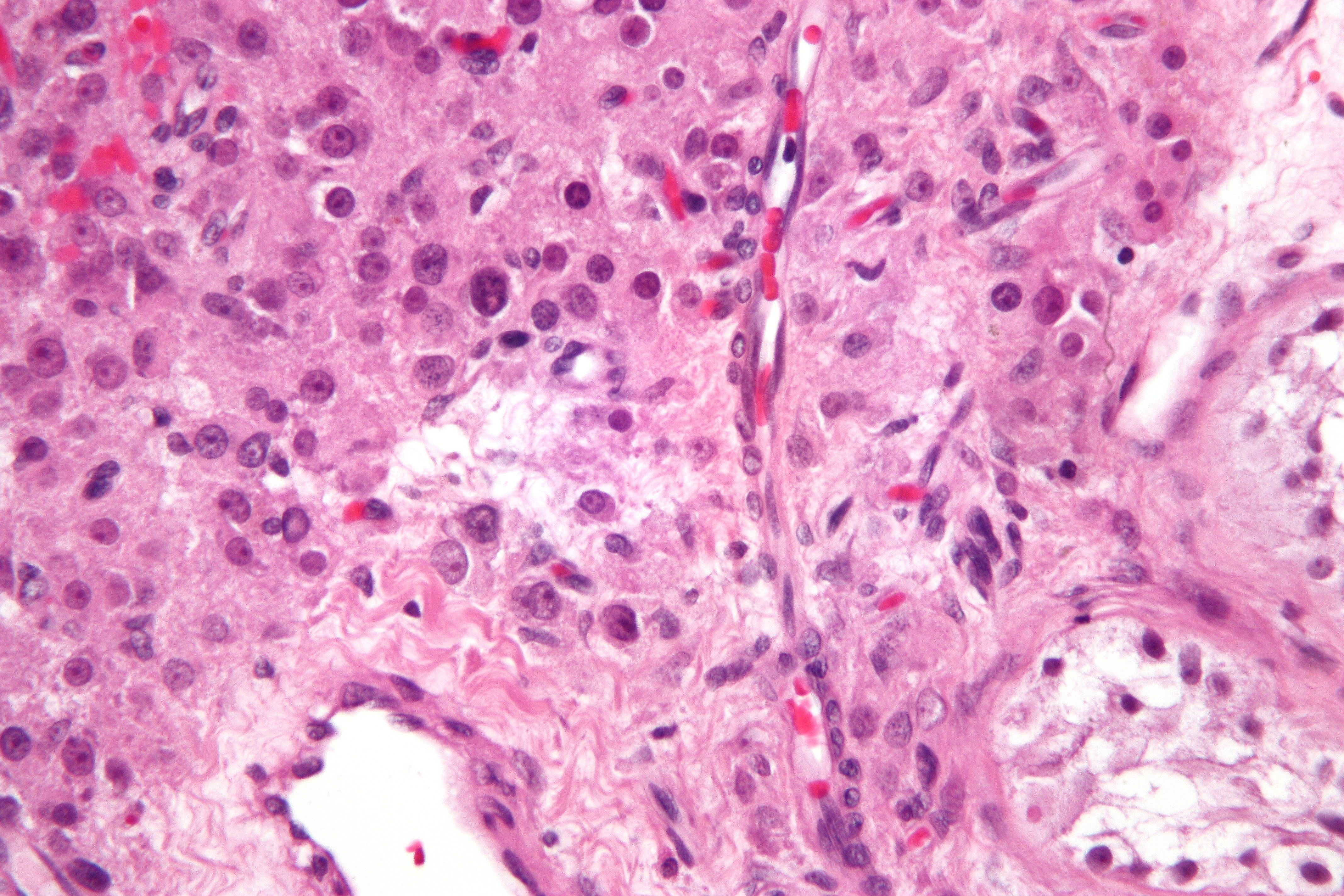
Tumore a cellule di Leydig visibile con microscopia ottica
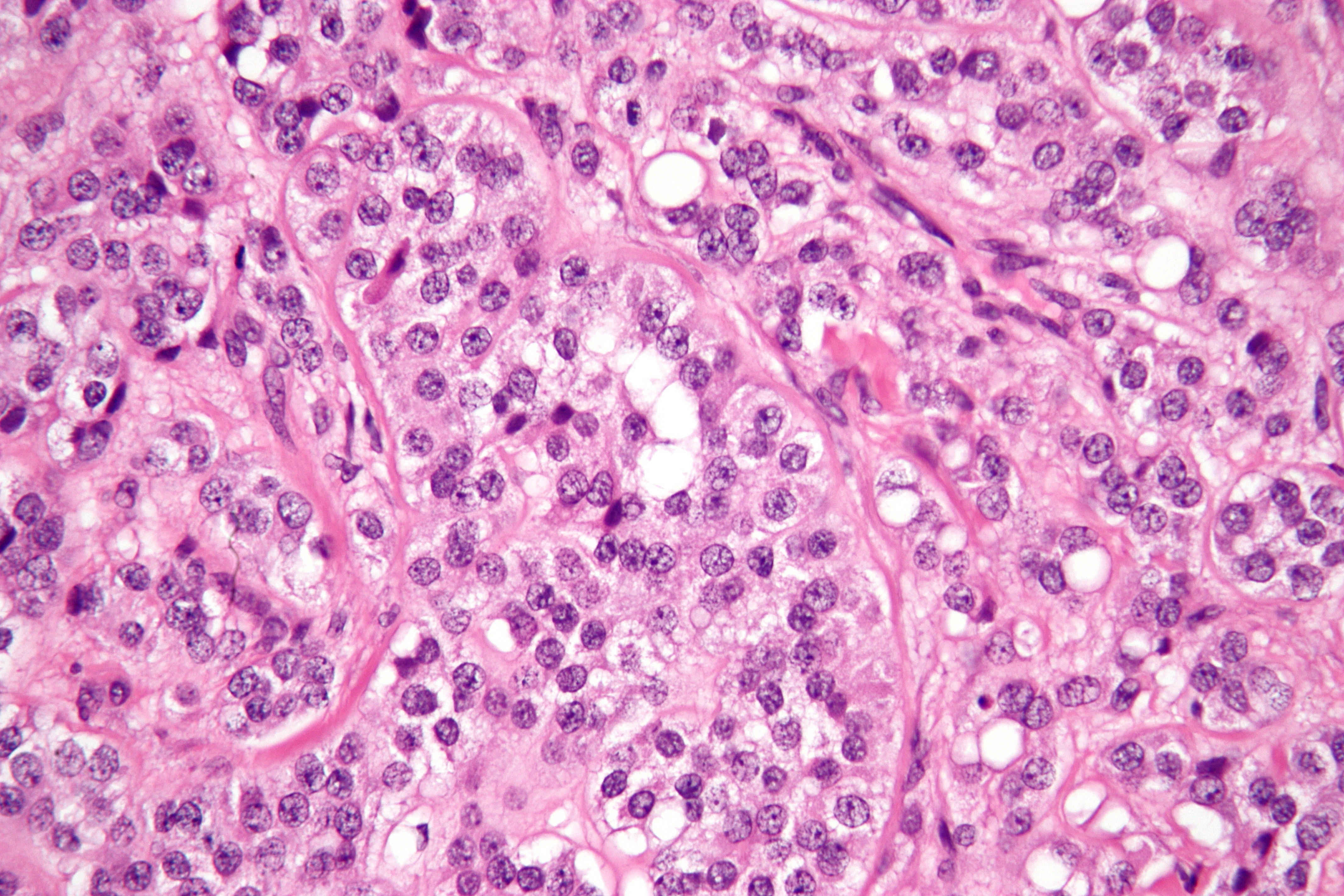
Tumore a cellule di Sertoli visibile con microscopia ottica